# Zapasy (ekonomia)
Zapasy – rzeczowe składniki aktywów obrotowych, do których zalicza się: materiały – surowce, materiały podstawowe i pomocnicze, półfabrykaty obcej produkcji, opakowania, części zamienne i odpady; produkty gotowe – wyroby gotowe, wykonane usługi, zakończone roboty, w tym także budowlano-montażowe, prace naukowo-badawcze, prace projektowe, geodezyjno-kartograficzne itp.; półprodukty i produkty w toku – produkcję niezakończoną, tj. produkcję (usługi, w tym roboty budowlane) w toku oraz półfabrykaty (półprodukty) własnej produkcji; towary – rzeczowe składniki majątku obrotowego nabyte w celu odsprzedaży w niezmienionej postaci; zaliczki na poczet dostaw zapasów.
Zapasy stanowią rezerwy w obliczu nieterminowości dostaw oraz niepewności związanej z sytuacją na rynku produktów i czynników, a także na skutek sezonowości sprzedaży produktów i zakupu czynników. Ponadto, dokonywanie zakupów w większej skali na ogół wiąże się z niższymi cenami, np. zakupu, czy transportu. Zarządzanie zapasami decyduje o ich wielkości, a ta jest wypadkową korzyści z ich posiadania i kosztów ich utrzymywania.
W bilansie przedsiębiorstwa zapasy wykazywane są jako jedna z pozycji aktywów obrotowych, a zmiany w ich wycenie oraz sposobie ewidencji wpływają na wynik finansowy przedsiębiorstwa. Dlatego metody ewidencji zapasów są ściśle określone jak np. FIFO, LIFO lub metoda średniej ważonej.
W modelu Keynesa zapasy zaliczane są do inwestycji i jest to jedyny komponent inwestycji, który jest częściowo determinowany decyzjami gospodarstw domowych dotyczących konsumpcji, a więc zapasy nie są w pełni kontrolowane przez firmy.

## Rodzaje zapasów
- bieżące – zużywane na bieżąco
- cykliczne – te, na które jest popyt sezonowy
- bezpieczeństwa – gromadzone ze względu na możliwość wystąpienia jakichś nieprzewidzianych okoliczności
- spekulacyjne – tworzone z wyprzedzeniem ze względów finansowych lub zaopatrzeniowych

## Cele tworzenia zapasów
- wyrównanie przepływu towarów
- zapewnienie ochrony przed niepewnością popytu i podaży
- rozsądne wykorzystanie ludzi i sprzętu
- zapewnianie i wspieranie właściwej obsługi klienta
- możliwość oszczędzania przy zakupie większych partii
- monitorowanie bieżącego i przyszłego zapotrzebowania

## Funkcje zapasów
- umożliwiają wąską specjalizację produkcji
- stanowią ochronę przed niepewnością dostaw dla przedsiębiorstw
- zapewniają ciągłość dostaw w przypadku produkcji sezonowej
- pozwalają na prowadzenie gry rynkowej przy wykorzystaniu koniunktury i dekoniunktury cenowej

## Klasyfikacja zapasów
- Materiały i surowce – zapasy surowców stanowią część zapasów przeznaczonych do konsumpcji przemysłowej. Zapasy te obejmują materiały surowe, odbierane przez konsumentów, ale jeszcze nie wykorzystane i nie poddane przetwarzaniu
- Roboty w toku – wytworzone podczas średniego okresu produkcyjnego lub zapasy w kwocie jednej partii
- Produkty i towary – zapasy rekompensujące sporadyczne wahania popytu lub podaży, a także spekulacyjne zapasy utworzone w przypadku spodziewanych zmian popytu lub podaży
- Materiały pomocnicze i eksploatacyjne – technologiczne, tranzytowe zapasy: są przenoszone z jednej części systemu logistycznego do drugiej

## Podział kosztów zapasów
- Koszty tworzenia zapasów
- Koszty wyczerpania zapasów
- Koszty utrzymania zapasów

## Wskaźniki ułatwiające gospodarowanie zapasami
- Wskaźnik struktury zapasów ilościowy = ilość danego rodzaju zapasów/ stan zapasów w badanym okresie – ilość
- Wskaźnik struktury zapasów wartościowy = wartość danego rodzaju zapasów / stan zapasów w badanym okresie -wartość
- Wskaźnik dynamiki zapasów = stan zapasów w końcu okresu badawczego – ilość / stan zapasów na początku okresu badawczego – ilość
- Wskaźnik obrotu zapasami materiałowymi = wartość zużytych materiałów w ciągu roku / średni stan zapasów w okresie badanym
- Wskaźnik obrotu zapasami mater.-bazowy = wart. zużytych materiałów w okresie bazowym / średni stan zapasów w okresie bazowym
- Wskaźnik zapasochłonności = średni stan zapasów w okresie badanym / sprzedaż netto
- Wskaźnik przyrostu zapasów materiałów = przyrost zapasów / wzrost produkcji
- Wskaźnik poziomu kosztów utrzymania zapasów = koszty utrzymania zapasów / średni stan zapasów w okresie badanym.